# Mar Chiquita (Buenos Aires)
El Balneario Parque Mar Chiquita, también conocido como Mar Chiquita, es una localidad de la provincia de Buenos Aires, perteneciente al partido homónimo —cuya cabecera es Coronel Vidal— y se encuentra en el km 483 de la ruta provincial 11, al sudeste de Buenos Aires.
Mar Chiquita tiene dos ofertas importantes de ambientes acuáticos:
- amplio sector de playas, las cuales cuentan con servicios de balnearios, carpas, guardavidas y espigones aptos para la pesca deportiva
- la 2.ª oferta está compuesta por la Laguna de Mar Chiquita, una albúfera que conforma una biosfera única en Argentina, y una de las pocas del mundo. Cuenta con hoteles de 3 estrellas, hostería, restaurantes, locutorios, Internet, transporte urbano, capilla, escuela EGB (la primera Escuela Sustentable de Argentina), policía, cuartel de bomberos, centro asistencial y centro comercial.

## Acceso por automóvil
De Autovía 2, en el enlace con Autopista Buenos Aires-La Plata se desvía a Mar del Plata y luego de recorrer 320 km se encuentra la primera localidad del Partido de Mar Chiquita: General Pirán. En el km 343 está la ciudad de Coronel Vidal, cabecera del partido, continuando con el viaje, sobre el km 368, se encuentra la localidad de Vivoratá, luego en el km 383, el paraje J. M. Cobo y finalizando el trayecto en el km 386 se encuentra el empalme con la Ruta "Atlántida" la cual une la Autovía 2 con la Ruta Interbalnearia 11, a la altura de Santa Clara del Mar. 
Este trayecto de 11 km evita continuar por la Autovía 2 hasta Mar del Plata y su posterior retorno por la ruta 11 cuando se desea llegar hasta las localidades costeras de Mar Chiquita.

## Población

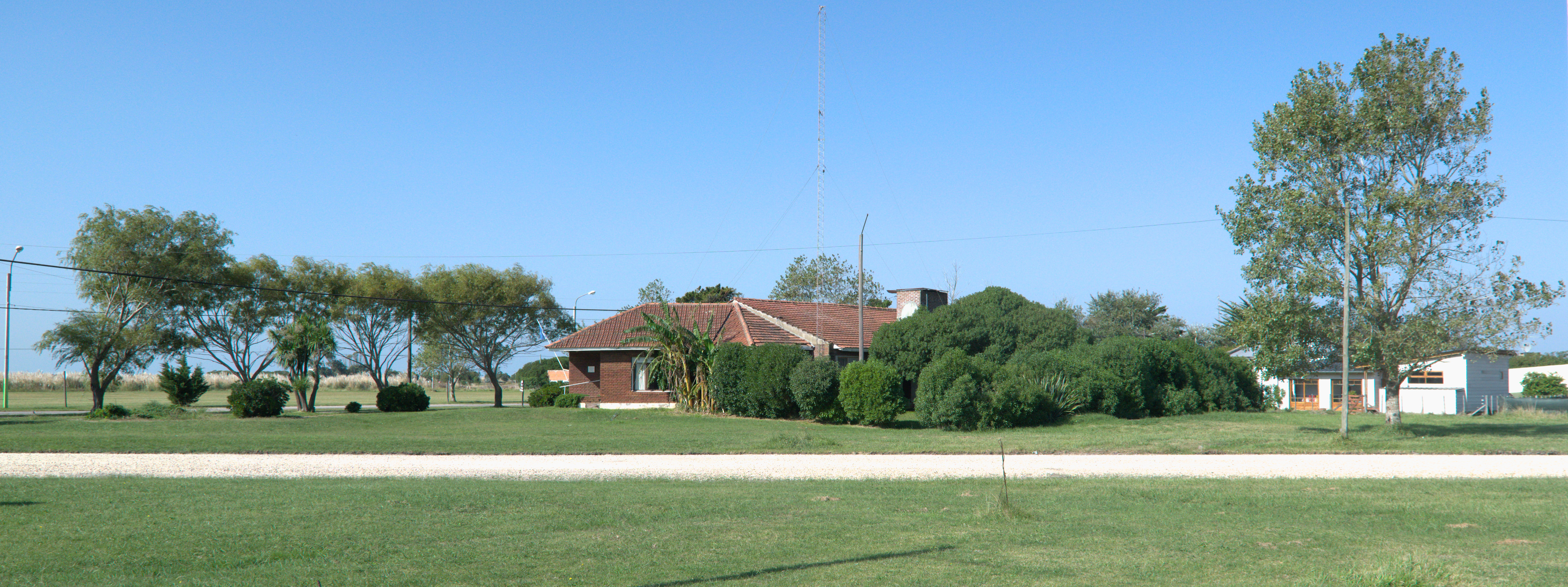
Casa residencial típica de Mar Chiquita.

Cuenta con 700 habitantes (Indec, 2022), lo que representa un incremento del 43,7% frente a los 487 habitantes (Indec, 2010) del censo anterior. En verano la población crece abruptamente por el gran flujo de turistas buscando tranquilidad, deportes alternativos, pesca y playa.
| Gráfica de evolución demográfica de Mar Chiquita entre 1991 y 2010 |
|                                                                    |
| Fuente: censos nacionales del INDEC                                |

## Actividades recreativas y turismo
Es un sitio ideal para actividades recreativas sobre todo las vinculadas con el medio acuático, como por ejemplo: pesca, windsurf, kitesurf, navegación, stand-up paddle, surf, etc. También aquellas denominadas como "turismo de sol y playa". 
Esto suscita la llegada de numerosos turistas, principalmente en la temporada estival, entre diciembre y marzo. 

## Deportes
- Liga Marchiquitense de fútbol
- Asociación Mar y Laguna de Kitesurf